# Канґіксуджуак
Канґіксуджуак (англ. Kangiqsujuaq, інук. ᑲᖏᖅᓱᔪᐊᖅ, фр. Kangiqsujuaq) — село у Канаді, у районі Нунавік регіону Північ Квебеку, провінція Квебек. Розташоване на сході півострова Унгава за 10 км від Гудзонової протоки. Населення села становить 696 чоловік (перепис 2011 року). Понад 90 % населення складають ескімоси.
Село є одним з 14 так званих північних сіл (офіційний статус) Квебеку.
У селі є аеропорт.
Село відоме, зокрема, цікавим способом збирання мідій взимку, що практикується місцевими жителями.

## Назва
Компанія «Брати Ревільон» 1912 року заснувала тут пункт скуповування хутра і назвала його Вейкхам-Бей (Wakeham Bay) від назви затоки, на березі якої було розміщено пост. 1961 року влада Квебеку вирішила надати всім селам на півночі провінції французьких назв. Вейкхам-Бей було перейменовано на Сант-Анн-де-Марікур (Sainte-Anne-de-Maricourt) на честь французького морського капітана Поля Ле-Мойн де Марікур, який 1686 року разом зі своїм братом П'єром Ле-Мойн д'Ібервіль здійснив у ці місця воєнну експедицію. Однак, ця назва не закріпилася і 1965 року була замінена. Вже 1964 року на офіційній карті Квебеку село було позначене під назвою Kangirsujjuaq. 1980 року була затверджена більш точна транслітерація ескімоської назви Kangiqsujuaq.
В перекладі з ескімоської мови назва села Канґіксуджуак означає «велика затока» або «велика бухта».

## Географічні дані
Село розташоване на сході півострова Унгава, на південно-східному березі затоки Вейкхам (Wakeham Bay), за 10 км від Гудзонової протоки. Село розташоване у тундрі, у арктичній кліматичній зоні.
З тварин тут водяться карібу, лисиця, вовк, арктичний заєць, білі ведмеді. У водах неподалік села водяться тюлені, кити, моржі, а також мідії, креветки. З риб водяться палія арктична, форель тощо. Навесні та восени біля села пролітають перелітні птахи гага, гуска біла, канадська казарка, полярна куріпка.
Територія села 12,56 км² (за іншими даними 12,60 км²), однак, заселена частина села становить лише близько 1 км². Навколо села, як і навколо інших ескімоських сіл Нунавіку, розташована резервна територія інуїтів (офіційне поняття). Ця територія призначена для використання виключно ескімосами, її площа дорівнює 572,62 км² (за іншими даними 578,90 км²), її географічний код — 99888. Кордони резервних територій встановлено 2 травня 1995 року.

## Історія

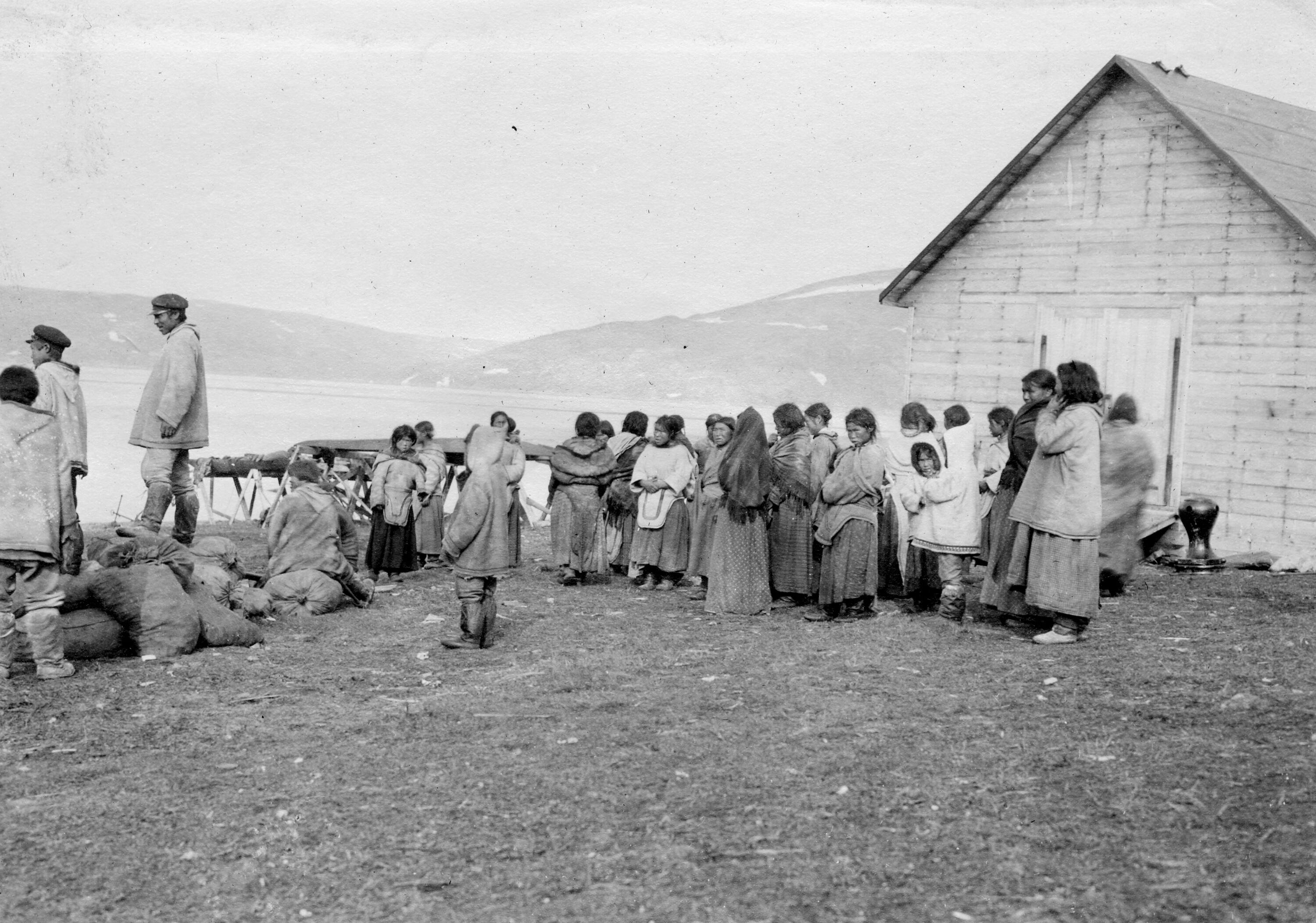
Пункт скуповування хутра компанії «Брати Ревільон» на місці сучасного села Канґіксуджуак. 1909 рік.

Петрогліфи, знайдені на острові, що неподалік від Канґіксуджуак, та інші археологічні дані говорять про те, що місцевість, де розташоване село, здавна була заселена інуїтами. Усні перекази місцевих жителів про корабель, що одного разу застряг у тутешніх льодах, дозволяють припустити, що контакти тутешніх ескімосів з європейцями можуть нараховувати до 300 років.
Відома французька хутрова компанія «Брати Ревільон» 1912 року заснувала на місці сучасного села свій пост для скуповування хутра у місцевих ескімосів.
1935 року тут почала свою діяльність місія Католицької церкви. З цього часу починає створюватися постійний населений пункт. 1963 року було збудовано англіканську церкву.
До 1970-х років основним заняттям населення були торгівля хутром і полювання. З кінця 1990-х років багато мешканців села працює вахтеним способом на нікільовій шахті Реглан, що приблизно за 90 км звідси. Населення працює також в системі обслуговування, освіти.

## Населення
Населення села Канґіксуджуак за переписом 2011 року становить 696 людей і для нього характерним є зростання протягом останніх десятиріч:
- 1986 рік — 337 осіб,[6][9]
- 1991 рік — 404 особи,[6][9]
- 2001 рік - 536 особи[10]
- 2006 рік - 605 особа[10]
- 2011 рік - 696 осіб[3]

Дані про національний склад населення, рідну мову й використання мов у селі Канґіксуджуак, отримані під час перепису 2011 року, будуть оприлюднені 24 жовтня 2012 року. Перепис 2006 року дає такі дані:
- корінні жителі — 560 (вірніше 555) осіб,[12]
- некорінні — 50 осіб.

| Мова                                          | Рідна мова | Рідна мова | Володіння офіційною мовою | Володіння офіційною мовою | Мова, якою найчастіше розмовляють вдома | Мова, якою найчастіше розмовляють вдома | Мова, якою найчастіше розмовляють на роботі | Мова, якою найчастіше розмовляють на роботі |
| Мова                                          | 2006       | 2011       | 2006                      | 2011                      | 2006                                    | 2011                                    | 2006                                        | 2011                                        |
| Англійська                                    | 15         |            | 295                       |                           | 30                                      |                                         | 80                                          |                                             |
| Французька                                    | 20         |            | 75                        |                           | 15                                      |                                         | 20                                          |                                             |
| Французька і англійська                       | 0          |            | 90                        |                           | 0                                       |                                         | 0                                           |                                             |
| Англійська і неофіційна мова                  | 0          |            | —                         |                           | 0                                       |                                         | 10                                          |                                             |
| Французька і неофіційна мова                  | —          |            | —                         |                           | 0                                       |                                         | 0                                           |                                             |
| Французька, англійська і неофіційна мова      | 0          |            | —                         |                           | 0                                       |                                         | 0                                           |                                             |
| Інша мова (мови)                              | 570        |            | —                         |                           | 550                                     |                                         | 185                                         |                                             |
| Не володіють ані англійською, ані французькою | —          | —          | 145                       |                           | —                                       | —                                       | —                                           | —                                           |

## Збирання мідій взимку
Серед населення села практикується доволі цікавий і в той же час доволі небеспечний спосіб підльодного збирання мідій взимку. Під час відпливу, коли вода під льодом відходить, жителі села пробивають у льоді «ополонки» й стрибають під льод на звільнене від води під час відпливу дно затоки. Пересуваючись під льдом по дну, вони збирають мідії. На думку компанії ВВС, що зробила репортаж про цей спосіб збору мідій, це єдине місце в світі, де практикується подібний спосіб.